# Bertil Block
Bertil Vilhelm Block, född den 3 april 1912 i Göteborg, död den 24 februari 1992 i Malmö, var en svensk teolog och skolman. Han var son till biskop Carl Block. 
Block blev filosofie kandidat 1932, teologie kandidat 1937, teologie licentiat 1940 och teologie doktor 1943. Han blev lektor vid Visby högre allmänna läroverk 1946, vid Vasa högre allmänna läroverk i Göteborg 1949 och vid Lunds katedralskola 1953. Block var rektor för Källängens läroverk i Malmö 1951–1969 och lektor vid Lärarhögskolan i Malmö 1965–1977. Han var ordförande för Lunds studentkår 1941. Han skrev Pontus Wikner (doktorsavhandling 1943) och artiklar i teologiska, pedagogiska och kulturella tidskrifter. Block blev riddare av Nordstjärneorden 1961. Han vilar på Norra kyrkogården i Lund.